# AC Sparta Praha/Saison 2011
Dieser Artikel listet Erfolge und Mannschaft des Radsportteams AC Sparta Praha in der Saison 2011 auf.

## Zugänge – Abgänge
| Zugänge                    | Team 2010    | Abgänge                  | Team 2011          |
| -------------------------- | ------------ | ------------------------ | ------------------ |
| Martin Hunal               | Neoprofi     | Nebojša Jovanović        | Partizan Powermove |
| Michal Rubáš               | Neoprofi     | Ondřej Pavek             | Unbekannt          |
| Benjamin Minow (ab 01.08.) | Hygia (2004) | Martin Uher (bis 31.07.) | Unbekannt          |
| Jiří Doležal (ab 01.08.)   | Neoprofi     |                          |                    |

## Mannschaft
| Name                | Geburtstag         | Nationalität |
| ------------------- | ------------------ | ------------ |
| Roman Broniš        | 17. Oktober 1976   | Slowakei     |
| Jiří Doležal        | 29. Dezember 1992  | Tschechien   |
| Ladislav Fabisovský | 3. März 1981       | Tschechien   |
| Václav Hlaváč       | 4. Dezember 1985   | Tschechien   |
| Tomáš Holub         | 25. September 1990 | Tschechien   |
| Tomáš Hrubý         | 7. Juni 1982       | Tschechien   |
| Martin Hunal        | 8. September 1989  | Tschechien   |
| Rostislav Krotký    | 19. Oktober 1976   | Tschechien   |
| Benjamin Minow      | 2. Mai 1978        | Deutschland  |
| Jiří Nesveda        | 14. Mai 1985       | Tschechien   |
| Tomáš Okrouhlický   | 4. November 1985   | Tschechien   |
| Michal Rubáš        | 11. April 1992     | Tschechien   |

## Platzierungen in UCI-Ranglisten
UCI America Tour 2011
|      | Fahrer       | Punkte |
| ---- | ------------ | ------ |
| 326. | Roman Broniš | 5      |

UCI Europe Tour 2011
|      | Fahrer            | Punkte |
| ---- | ----------------- | ------ |
| 418. | Roman Broniš      | 38     |
| 560. | Martin Hunal      | 24     |
| 820. | Tomáš Okrouhlický | 10     |
| 878. | Rostislav Krotký  | 8      |
| 987. | Jiří Nesveda      | 6      |